# Pristomyrmex pungens
Pristomyrmex pungens é uma espécie de formiga do gênero Pristomyrmex, pertencente à subfamília Myrmicinae.